# Camp de concentration de Kochendorf
Situé à Bad Friedrichshall (Allemagne), le camp de concentration de Kochendorf, aussi connu sous le nom de code Eisbär ("ours polaire" en allemand), est un camp-satellite (kommando) du camp de concentration de Natzweiler-Struthof situé en Alsace, ouvert en août 1944.

## Histoire

### Installation du camp
Le camp est créé pour aménager des usines souterraines de production d'armement, à l'origine pour les avions Heinkel, dans les mines de sel de Bad Friedrichshall et de Heilbronn, située à quelques kilomètres au sud. En mai 1944, la société Hochtief AG commence à forer un tunnel incliné avec une pente de 20 à 27 % pour permettre aux trains miniers d'accéder aux halles de production à 180 m de profondeur. Le camp est érigé en août 1944 par un commando d'une trentaine de SS et des travailleurs forcés de l'Organisation Todt, près de la sortie du tunnel, environ deux kilomètres au sud-est du village de Kochendorf, dans le fond du vallon de la rivière Attichsbach, juste au nord de l'hôpital public "Am Plattenwald" d'aujourd'hui.
Le 3 septembre 1944, les premiers 653 prisonniers arrivent. Début octobre 1944, le camp concentre 1350 prisonniers, dont environ 660 travaillent d'abord au terrassement des tunnels et halles, pour Hochtief. leur surveillance est assurée par environ 140 soldats de la 6ème Compagnie de Surveillance de la Waffen-SS, sous le commandement d'Eugen Walter Büttner. À partir d'octobre, des prisonniers supplémentaires commencent à travailler pour la société Vereinigte Untertag- und Schachtausbau (Veruschacht) GmbH au forage d'un deuxième tunnel incliné entre la colline Lindenberg (aujourd'hui Spitalstraße à Kochendorf) et les mines de sel, ainsi qu'à la pose d'une ligne de chemin de fer de campagne à voie étroite reliant les deux entrées. La Waffen-SS loue la "main d'œuvre" pour 4 à 6 Reichsmark par jour aux entreprises. L'Organisation Todt a installé les services de maîtrise d'œuvre (OT Bauleitung Kochendorf) à Weinsberg.
Sous terre, environ 220 prisonniers sont d'abord principalement occupés par la société Koch & Mayer GmbH de Heilbronn à terrasser et bétonner les halles destinées à la production. Au total, 40 halles environs d'une surface au sol de 180–200 × 10–15 mètres et d'une hauteur de 10 à 20 mètres sont planifiées. Une douzaine seulement seront terminées.

### Production d'armement
La date exacte du démarrage de la production industrielle à Kochendorf est floue. Si deux halles souterraines étaient prêtes dès l'arrivée des premiers prisonniers en septembre 1944, il semble que la production n'ait commencé que début 1945. À côté deHeinkel AG, d'autres entreprises produisent aussi dans l'usine souterraine comme les fabricants d'outillage Eugen Weisser & Co. et Ferdinand C. Weipert de Heilbronn, le carrossier Drauz-Werke, le fabricant de pièces pour moteurs Kolbenschmidt AG de Neckarsulm (aujourd'hui filiale du groupe Rheinmetall), le motoriste Motoren-Werke Mannheim AG (aujourd'hui Caterpillar Energy Solutions) ou encore les établissements  Siemens-Schuckert.
Les prisonniers du camp de concentration de Kochendorf sont également soumis à des travaux forcés à l'extérieur des mines de sel, p.ex. au déblaiement des ruines après les attaques aériennes sur Heilbronn, aux travaux agricoles ou encore pour la commune de Bad Friedrichshall.
Le camp et la production souterraine sont en service jusqu'à fin mars 1945, date à laquelle ils sont abandonnés car le front se rapproche. 1800 prisonniers environ se trouvent encore à Kochendorf.

### Évacuation et marches de la mort
Le 28 mars 1945, lors de l'approche des troupes alliées environ 400 prisonniers ne pouvant plus marcher sont déportés en wagons de marchandise vers le camp de concentration de Dachau. Les autres doivent partir à pied le 30 mars pour une marche de la mort vers Dachau, éloigné d'environ 270 km. En route, à Mainhardt-Hütten, après une quarantaine de kilomètres, 200 détenus exténués ne pouvant plus continuer la marche sont transférés en camions vers le Camp de concentration de Hessental, une vingtaine de kilomètres plus loin, où commence la "marche de la mort de Hessental" (Hessentaler Todesmarsch) via Ellwangen et Nördlingen jusqu'à Dachau. Les autres détenus de Kochendorf continuent à pied une soixantaine de kilomètres jusqu'à la gare de Goldshöfe près de Hüttlingen, d'où ils sont finalement transférés en train vers le camp de la mort via Aalen et Ulm.
De l'ouverture du camp de concentration jusqu'aux marches de la mort, au moins 447 prisonniers sont décédés, dont 213 lors des marches. Les détenus morts à Kochendorf sont aujourd'hui, après plusieurs transferts de dépouille, inhumés au cimetière "KZ-Friedhof Kochendorf", aménagé en 1953 en lisière du bois Plattenwald à Neckarsulm-Amorbach. Il ne reste plus aucune trace du camp. Dans les années 1990, un monument a été érigé à son emplacement.
Des ruines des tunnels et installations souterraines sont encore visibles. L'entrée de l'ouvrage "Veruschacht" décrit plus haut, comblé et inondé, se situe au milieu d'un terrain de jeu, Spitalstraße à Kochendorf. Aux mines de sel de Bad Friedrichshall, une exposition entretient le souvenir du camp de concentration.